# Kronstadt (Russland)
Kronstadt (russisch Кронштадт Kronschtadt) ist eine Stadt und frühere Festung auf der Ostseeinsel Kotlin vor Sankt Petersburg in Russland. Die Insel ist durch den Petersburger Damm mit der Stadt verbunden. Kronstadt mit seinen 43.005  Einwohnern (Stand 14. Oktober 2010) bildet einen nicht weiter untergliederten Stadtbezirk (Rajon) von Sankt Petersburg. Der Kronstädter Pegel dient als Bezugshöhe für weite Teile Osteuropas. Die historische Altstadt sowie die vielen Forts, die die Hafenstadt umgeben, wurden 1990 von der UNESCO in die Liste des Weltkultur- und Naturerbes der Menschheit aufgenommen.

## Geschichte
Zar Peter I. gründete die Stadt 1703 als Marinestützpunkt an der Ostsee. Das erste fertiggestellte Festungswerk war Kronschlot. Kronstadt verteidigte den Zugang zur damaligen russischen Hauptstadt von der Ostsee her und wurde daher lediglich im Norden, Westen und Süden mit Befestigungen und Küstenbatterien versehen.
1803 startete von Kronstadt aus die erste russische Weltumsegelung unter Kapitän Adam Johann von Krusenstern. Bis zum Ersten Weltkrieg war der Kronstädter Hafen einer der Haupthäfen für die Holzausfuhr aus dem Russischen Kaiserreich.
Bekanntgeworden ist die Stadt auch durch die Matrosenaufstände von 1905/1906 gegen die Zustände in der Kaiserlich Russischen Marine.
Während des Juliaufstands 1917 meuterten Kronstädter Matrosen.
Am 18. August 1919 versenkten britische Schnellboote bei einem Angriff auf den Hafen die Pamjat Asowa.
1921 kam es zu einer weiteren Rebellion der Kronstädter Matrosen gegen die bolschewistische Herrschaft; der Kronstädter Matrosenaufstand wurde nach Ablauf eines Ultimatums von der Roten Armee unter Leitung des Volkskommissars für Militär- und Marinewesen, Leo Trotzki, gewaltsam niedergeschlagen.
Im Zweiten Weltkrieg konnte die Rote Armee Kronstadt von 1941 bis 1944 gegen die anrückende deutsche Wehrmacht halten. Zusammen mit den Stellungen des Brückenkopfes von Oranienbaum schützte es Leningrad während der Blockade vor deutschen Angriffen von der Meeresseite.
In der sowjetischen Zeit war Kronstadt als Militärstadt Sperrgebiet. Zutritt wurde mit einem Passierschein gewährt. Diesen hatten üblicherweise nur dort stationierte Soldaten und deren Angehörige. 1996 wurde dieser Status aufgehoben. Seitdem kann die Stadt auch von Touristen besucht werden.

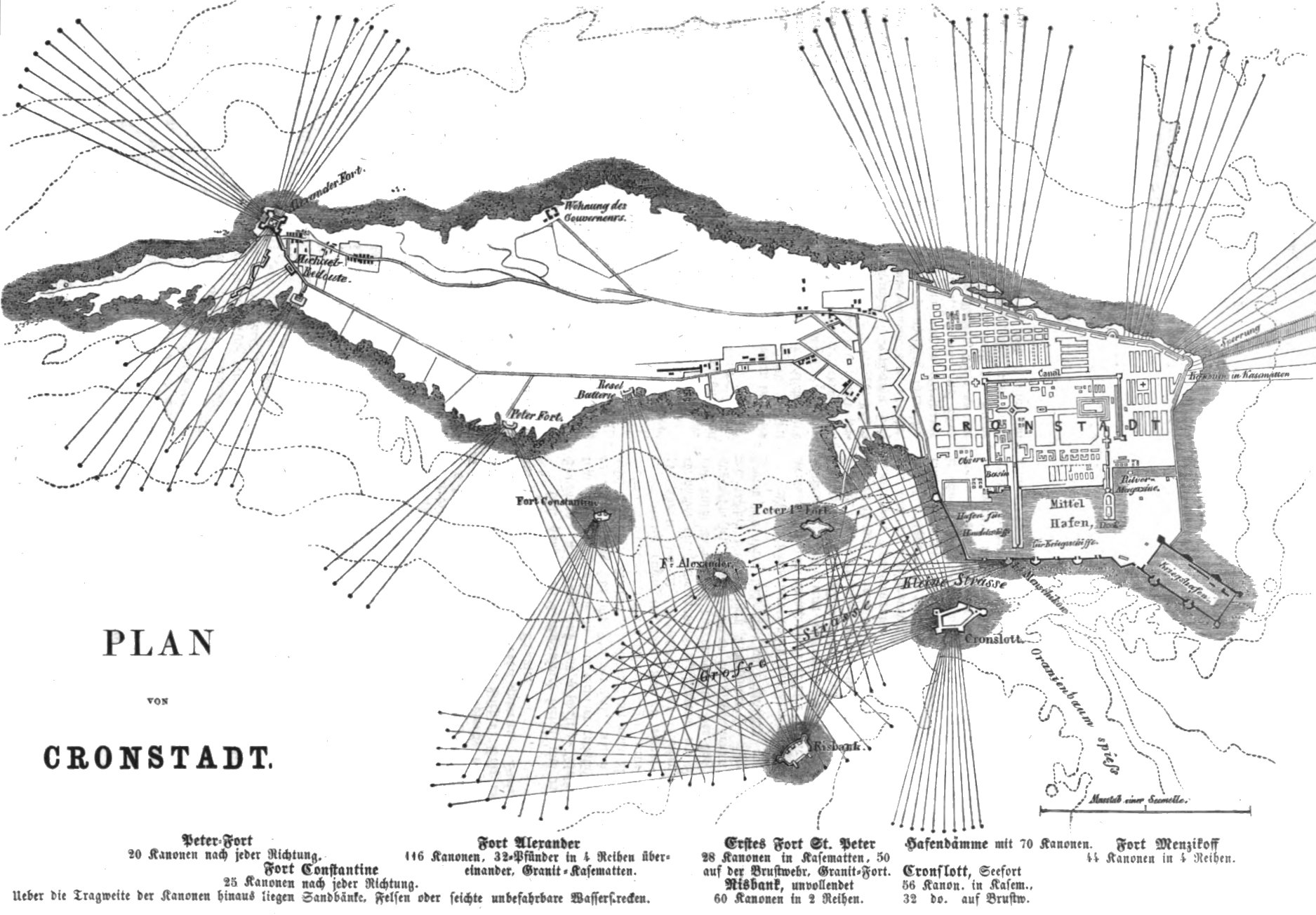
Plan von Kronstadt (1854)
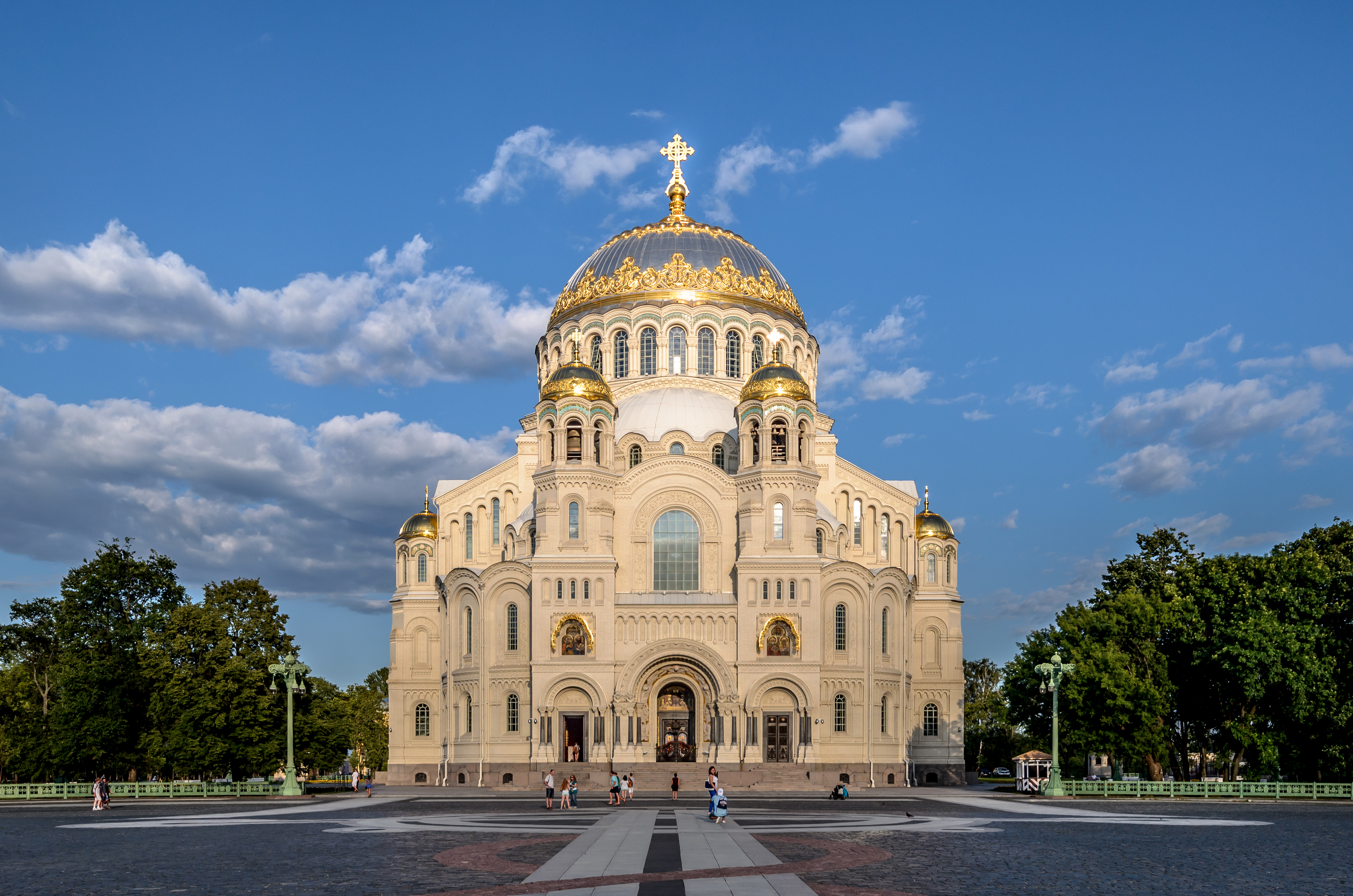
Nikolai-Marinekathedrale
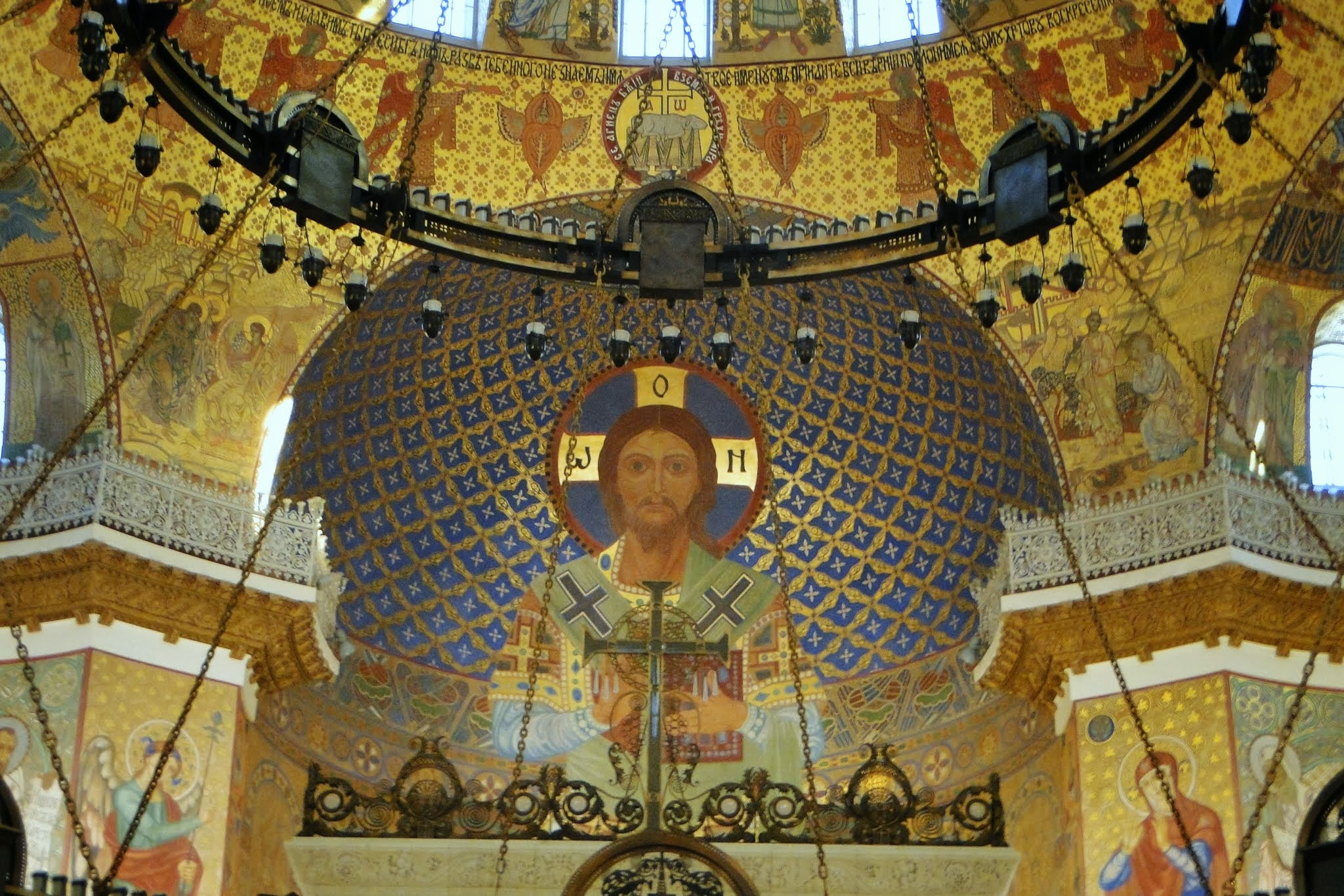
Innenansicht der Nikolai-Marinekathedrale

### Bevölkerungsentwicklung
| Jahr      | 1897   | 1926   | 1939   | 1959   | 1970   | 1979   | 1989   | 2002   | 2010   |
| --------- | ------ | ------ | ------ | ------ | ------ | ------ | ------ | ------ | ------ |
| Einwohner | 59.525 | 31.197 | 38.071 | 40.303 | 39.477 | 40.308 | 45.053 | 43.385 | 43.005 |

Anmerkung: Volkszählungsdaten (1897 mit Militärangehörigen)

## Städtepartnerschaften
Kronstadt listet zahlreiche Partnerstädte auf:
| Stadt         | Land               | seit |
| ------------- | ------------------ | ---- |
| Annapolis     | Vereinigte Staaten | –    |
| Assipowitschy | Belarus            | 1998 |
| Dax           | Frankreich         | –    |
| Derbent       | Russland           | 2001 |
| Feodossija    | Ukraine            | 2010 |
| Kotka         | Finnland           | 1993 |
| Marostica     | Italien            | –    |
| Messina       | Italien            | 2011 |
| Mühlhausen    | Deutschland        | 1995 |
| Nafplio       | Griechenland       | 2008 |

| Stadt            | Land       | seit |
| ---------------- | ---------- | ---- |
| Narva-Jõesuu     | Estland    | –    |
| Nowotscherkassk  | Russland   | 2004 |
| Oxelösund        | Schweden   | 1995 |
| Piła             | Polen      | 1993 |
| Selenodolsk      | Russland   | 1997 |
| Nordborg         | Dänemark   | 1998 |
| Sumoto (Goshiki) | Japan      | 2001 |
| Toulon           | Frankreich | 1997 |
| Sewastopol       | Ukraine    | 2013 |

## Söhne und Töchter der Stadt
- Thomas Tooke (1774–1858), englischer Ökonom
- Alexis Greigh (1775–1845), Admiral in der Kaiserlich-russischen Marine
- Pjotr Pachtussow (1800–1835), Steuermann und Polarforscher
- Otto Friedrich Theodor Möller (1812–1874), Maler deutsch-baltischer Herkunft
- Alexei Butakow (1816–1869), Admiral und Forschungsreisender
- Alexander Gawrilow (1816–1848), Steuermann und Forschungsreisender
- Jakow Astafjew (1819–1879), Hydrograph und Forschungsreisender
- Michail Britnew (1822–1889), Reeder und Schiffbauer
- Johannes von Kronstadt (1829–1909), Starez; Erzpriester der russischen orthodoxen Kirche; Heiliger
- Robert Marfeld (1852–1921), Architekt
- Nikolai Kultschizki (1856–1925), Histologe[5]
- Iwan Jendogurow (1861–1898), Maler[6]
- Michail von Schulz (1862–1919), Vizeadmiral der Kaiserlich Russischen Marine
- Ischak Isljamow (1865–1929), Offizier der Kaiserlich Russischen Marine und Hydrograph
- Eino Rahja (1885–1936), finnischer und russischer Kommunist und Revolutionär
- Anna Astachowa (1886–1971), Historikerin, Folkloristin und Hochschullehrerin
- Nikolai Gumiljow (1886–1921), Dichter des Silbernen Zeitalters und einer der Protagonisten der literarischen Richtung des Akmeismus
- Iwan Jewdokimow (1887–1941), sowjetischer Schriftsteller
- Jukka Rahja (1887–1920), finnischer und russischer Kommunist und Revolutionär
- Pjotr Kapiza (1894–1984), Physiker und Nobelpreisträger 1978
- Pjotr Sobennikow (1894–1960), Generalleutnant[7]
- Wera Issajewa (1898–1960), Bildhauerin
- Cleo Nordi (1898–1983), finnische und russische Tänzerin und Ballettmeisterin der Pina Bausch
- Nikolai Dubinin (1907–1998), Genetiker
- Boris Stark (1909–1996), russischer Priester
- Pawel Perwuschin (1914–1990), sowjetischer Schauspieler
- Alexander Gomelski (1928–2005), Basketballspieler und -trainer
- Sergei Rewjakin (* 1995), Fußballspieler[8]